# Bill Crothers
William Frederick Crothers, detto Bill (Markham, 24 dicembre 1940), è un ex mezzofondista e velocista canadese, specializzato nei 400 e negli 800 metri piani.

## Palmarès
| Anno | Manifestazione  | Sede  | Evento      | Risultato | Prestazione | Note |
| ---- | --------------- | ----- | ----------- | --------- | ----------- | ---- |
| 1964 | Giochi olimpici | Tokyo | 800 m piani | Argento   | 1'45"6      |      |